# BPS Koudougou
BPS Koudougou (Bouloumpoukou Sports), bis 2008 BPFC, ist ein Sportverein aus Koudougou, der drittgrößten Stadt des westafrikanischen Staates Burkina Faso. 2007 konnte der Verein nach 17 Jahren Unterklassigkeit wieder in die höchste Spielklasse aufsteigen. Das Budget beträgt 14 Millionen CFA-Francs, etwa 21.000 Euro.